# Георгиос Мосхос
Георгиос Мосхос (на гръцки: Γεώργιος Μόσχος) е гръцки политик от XX век.

## Биография
Роден е в източномакедонския град Сяр. Завършва право и работи като адвокат в Сяр. Избиран е за демархос (кмет) на Сяр на 8 август 1934 година. Остава на поста до 31 декември 1936 година. На 1 януари 1937 година отново е назначен за кмет от четвъртоавгустовското правителство. Отново е кмет в 1945 година. Председател е на силогоса „Орфей“. Името му носи улица в Сяр.